# Lijst van nummer 1-hits in de Nederlandse Top 40 in 2009
Deze hits stonden in 2009 op nummer 1 in de Nederlandse Top 40.
| Nummer | Datum        | Artiest                     | Titel                           |
| ------ | ------------ | --------------------------- | ------------------------------- |
| 673    | 3 januari    | Katy Perry                  | Hot n cold                      |
|        | 10 januari   | Katy Perry                  | Hot n cold                      |
| 674    | 17 januari   | Milow                       | Ayo technology                  |
|        | 24 januari   | Milow                       | Ayo technology                  |
|        | 31 januari   | Milow                       | Ayo technology                  |
|        | 7 februari   | Milow                       | Ayo technology                  |
| 675    | 14 februari  | Cidinho & Doca              | Rap das armas                   |
|        | 21 februari  | Cidinho & Doca              | Rap das armas                   |
| 676    | 28 februari  | Lady Gaga & Colby O'Donis   | Just dance                      |
|        | 7 maart      | Lady Gaga & Colby O'Donis   | Just dance                      |
| 677    | 14 maart     | Ilse DeLange                | Miracle                         |
|        | 21 maart     | Ilse DeLange                | Miracle                         |
| 678    | 28 maart     | Lady Gaga                   | Poker face                      |
|        | 4 april      | Lady Gaga                   | Poker face                      |
|        | 11 april     | Lady Gaga                   | Poker face                      |
|        | 18 april     | Lady Gaga                   | Poker face                      |
|        | 25 april     | Lady Gaga                   | Poker face                      |
|        | 2 mei        | Lady Gaga                   | Poker face                      |
|        | 9 mei        | Lady Gaga                   | Poker face                      |
|        | 16 mei       | Lady Gaga                   | Poker face                      |
| 679    | 23 mei       | Lisa                        | Hallelujah                      |
|        | 30 mei       | Lisa                        | Hallelujah                      |
|        | 6 juni       | Lisa                        | Hallelujah                      |
|        | 13 juni      | Lisa                        | Hallelujah                      |
| 680    | 20 juni      | Madcon                      | Beggin'                         |
|        | 27 juni      | Madcon                      | Beggin'                         |
| 681    | 4 juli       | Pitbull                     | I know you want me (Calle ocho) |
|        | 11 juli      | Pitbull                     | I know you want me (Calle ocho) |
|        | 18 juli      | Pitbull                     | I know you want me (Calle ocho) |
|        | 25 juli      | Pitbull                     | I know you want me (Calle ocho) |
|        | 1 augustus   | Pitbull                     | I know you want me (Calle ocho) |
| 682    | 8 augustus   | The Black Eyed Peas         | I gotta feeling                 |
|        | 15 augustus  | The Black Eyed Peas         | I gotta feeling                 |
| 683    | 22 augustus  | Damaru & Jan Smit           | Mi rowsu (Tuintje in mijn hart) |
|        | 29 augustus  | Damaru & Jan Smit           | Mi rowsu (Tuintje in mijn hart) |
|        | 5 september  | Damaru & Jan Smit           | Mi rowsu (Tuintje in mijn hart) |
| 684    | 12 september | Anouk                       | Three days in a row             |
|        | 19 september | Anouk                       | Three days in a row             |
|        | 26 september | Anouk                       | Three days in a row             |
|        | 3 oktober    | Anouk                       | Three days in a row             |
| 685    | 10 oktober   | Cascada                     | Evacuate the dancefloor         |
|        | 17 oktober   | Cascada                     | Evacuate the dancefloor         |
| 686    | 24 oktober   | Robbie Williams             | Bodies                          |
|        | 31 oktober   | Robbie Williams             | Bodies                          |
|        | 7 november   | Robbie Williams             | Bodies                          |
|        | 14 november  | Robbie Williams             | Bodies                          |
| 687    | 21 november  | Edward Maya & Vika Jigulina | Stereo love                     |
|        | 28 november  | Edward Maya & Vika Jigulina | Stereo love                     |
| 688    | 5 december   | Snow Patrol                 | Just say yes                    |
|        | 12 december  | Snow Patrol                 | Just say yes                    |
|        | 19 december  | Snow Patrol                 | Just say yes                    |
| 689    | 26 december  | Owl City                    | Fireflies                       |